# Léonardo Meindl
Léonardo Meindl, né le 20 mars 1993 à São Paulo, au Brésil, est un joueur brésilien, naturalisé italien, de basket-ball, évoluant au poste d'ailier. Il est le fils du joueur et entraîneur de basket-ball Paulão.

## Biographie
Meindl commence sa carrière professionnelle en club en 2011, avec le club de Franca. Il est nommé Meilleur 6e homme de la NBB en 2013. Après des passages dans différents clubs brésiliens, il signe avec le club espagnol de Fuenlabrada en 2020, où il enregistre une moyenne de 11 points et 5,8 rebonds par match. Il prolonge avec l’équipe le 26 juin 2021.
Le 7 août 2022, il rejoint le club roumain de U-BT Cluj-Napoca.
Le 21 juillet 2023, il signe avec Alvark Tokyo, club de la B.League japonaise. Le 14 juin 2024, il renouvelle son contrat Alvark Tokyo.

## Équipe nationale
Léonardo Meindl représente l’équipe nationale brésilienne senior lors du championnat des Amériques 2015 et en 2017.
Il participe à la coupe du monde 2023 et aux Jeux olympiques de Paris 2024.

## Palmarès
- Champion du Brésil 2017
- Supercoupe de Roumanie 2022
- Coupe de Roumanie 2023
- MVP de la finale de coupe de Roumanie 2023
- Finaliste de la Coupe des Amériques 2022
- 3e du championnat d'Amérique du Sud 2014
- Vainqueur des Jeux panaméricains 2015
- Finaliste du championnat d'Amérique du Sud 2016